# Тлальтисапан
Тлальтисапа́н (исп. Tlaltizapán) — город и административный центр одноимённого муниципалитета в мексиканском штате Морелос. Численность населения, по данным переписи 2010 года, составила 10 563 человека.

## Общие сведения
Название Tlaltizapán происходит из языка науатль и его можно перевести как: на белой земле.
Поселение Тлальтисапан было основано Эрнаном Кортесом в 1519 году как ранчо.